# Эмме, Егор Карлович

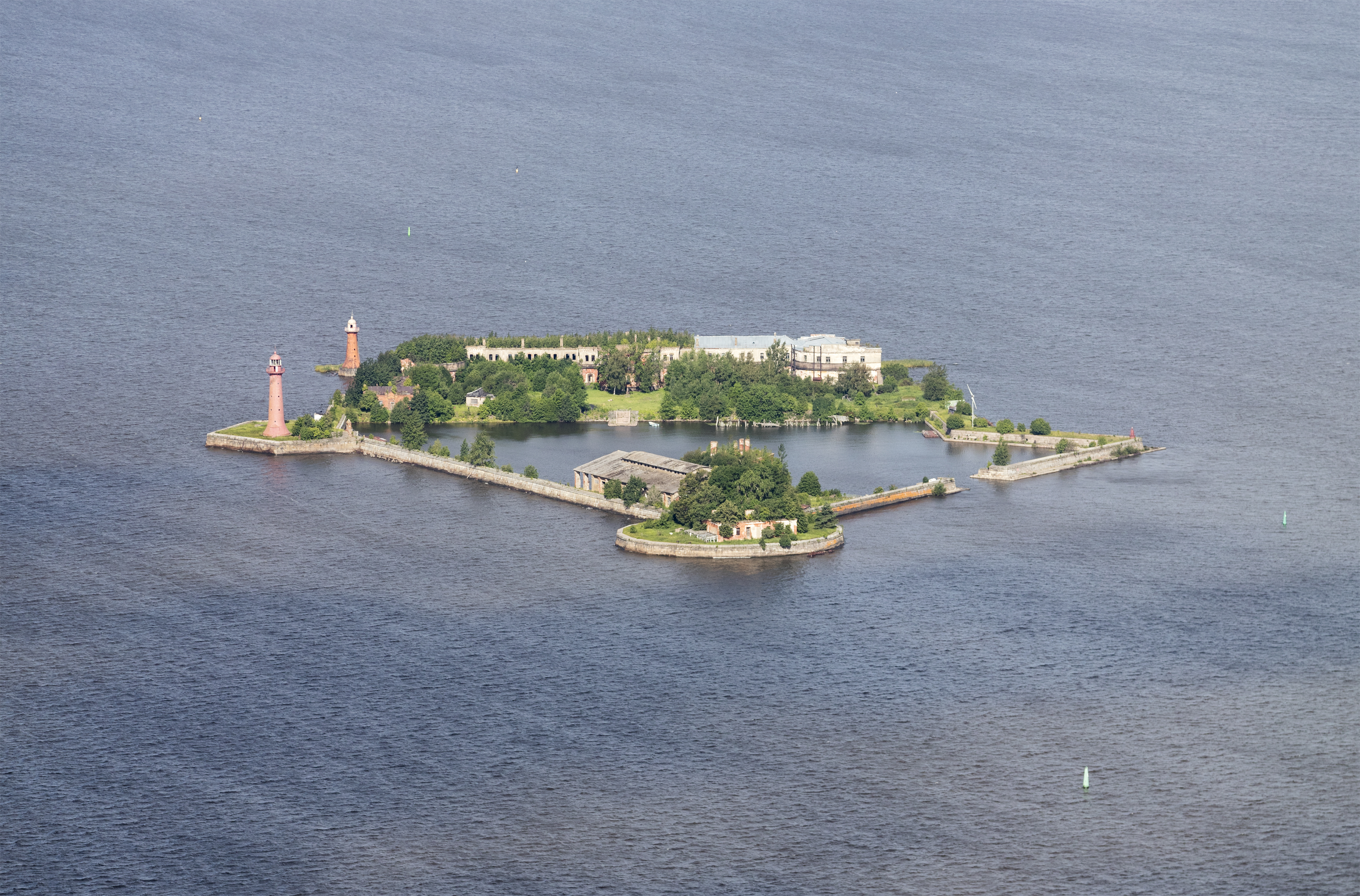
Современный вид Кроншлота.

Георгий (Егор) Карлович Эмме (Георг Александр Карл Густав Эмме; 5 ноября 1811 — 1875) — русский военный деятель, артиллерист, генерал-майор.

## Биография
Выходец из дворянского рода Эмме (фон Эмме), вероятнее всего, немецкого происхождения. Сын подполковника Карла Ивановича (Карла Бальтазара Вильгельма Иоганна) Эмме (1786—ок.1846), заместителя главноуправляющего Тульских оружейных заводов (1820—23).
Родился 5 ноября 1811 года (по старому стилю). Получил домашнее образование под руководством отца. Службу начал в 1833 году фейерверкером 4-го класса в 1-й Лёгкой батарее Первой Лейб-гвардии артиллерийской бригады. Прослужив нижним чином три года и выдержав экзамен, Эмме в 1836 году был произведен в прапорщики, с назначением в 1-ю Резервную батарею. В 1839 году был переведён обратно в Лейб-гвардию, теперь во Вторую Лейб-гвардии артиллерийскую бригаду, в которой прослужил почти десять лет (1839—1848).
В 1848 году был переведён в чине штабс-капитана обратно в Первую гвардейскую артиллерийскую бригаду. Когда бригада выступила в Венгерский поход, Эмме был оставлен в Санкт-Петербурге в качестве командира 3-й запасной батареи гвардейской резервной артиллерийской бригады.
Сменив ещё ряд аналогичных должностей, Эмме в 1851 году оставил строевую службу и поступил помощником инспектора классов в Школу гвардейских подпрапорщиков и кавалерийских юнкеров (будущее Николаевское училище). 
Казалось бы, его далеко не блестящая карьера на этом окончена. Однако, в 1854 году, в ходе Крымской войны, Эмме вернулся в строй. Это произошло в ситуации, когда англо-французский флот напрямую угрожал Кронштадту, а в городе не хватало артиллеристов, отосланных с армией на Балканы, в Крым и на Кавказ. Сперва Эмме возглавил одну из Невских батарей, расположенных на берегу Балтийского моря, а затем — кронштадтский форт «Кроншлот».  За свои действия на этой должности против англо-французского флота Эмме удостоился Высочайшего благоволения. 
В марте 1856 года он был назначен командиром кронштадтского форта «Император Павел I». В 1858 году род Эмме был официально внесён во вторую часть дворянской родословной книги Санкт-Петербургской губернии. В 1860 году Эмме занял должность командира всей Кронштадтской крепостной артиллерии, числился в 1-й артиллерийской бригаде «с прикомандированием к кронштадтской крепостной артиллерии». 
В 1865 году полковник Эмме по состоянию здоровья вышел в отставку с производством чин генерал-майора.

## Некоторые награды
- Орден Святого Станислава 3 степени с короной.
- Орден Святого Станислава 2 степени с короной.
- Медаль «В память войны 1853—1856»